# Класификација пужева
По традиционалним системима класификације, класа пужева (Gastropoda) се дели на четири поткласе:
- - пужеви са шкргама испред срца
- - шкрге се налазе десно и иза срца
- - не поседују љуштуру
- - пужеви са плућима

По новијим системима, који се базирају на монофилетским групама, класа се дели на две поткласе:
класа Gastropoda Cuvier, 1797

- ред  (изумрли)
- ред  (изумрли)

поткласа  , 1996 (раније у Prosobranchia)
- ред  de Koninck 1881 (изумрли)
  -     - натфамилија 
    - натфамилија 
    - натфамилија
- ред  , 1986
  - подред  , 1876
    - натфамилија  , 1815

  - подред  , 1988
    - натфамилија  Carpenter, 1857
    - натфамилија  Thiele, 1891

  - подред  , 1990
    - натфамилија  , 1990

поткласа Orthogastropoda  , 1996 (раније Prosobranchia, Opisthobranchia)

Incertae sedis
- надред Murchisoniina , 1960 (изумрли)
  -     - натфамилија  , 1889
    - натфамилија -{Loxonematoidea - , 1889
    - натфамилија  Wenz, 1938
    - натфамилија 

  - Grade  , 1884

надред  Haszprunar, 1987
- -     - натфамилија  , 1882
    - натфамилија  , 1882

надред ‘Hot Vent Taxa' , 1997
- ред  Sitnikova & Starobogatov, 1983
  -     - натфамилија  McLean, 1981
    - натфамилија  , 1989

надред  , 1989
- -     - натфамилија  , 1822
    - натфамилија  , 1815
    - натфамилија  , 1988
    - натфамилија  , 1840
    - натфамилија  , 1884
    - натфамилија  , 1815

надред  Koken, 1896
- ред  (изумрли)
- ред  Cox & Knight, 1960
  -     - натфамилија  , 1809

надред  , 1960
- ред  , 1890
  -     - натфамилија  J.E. Gray, 1824
    - натфамилија  J.E. Gray, 1847
- ред  , 1997
  - подред  , 1884
    - натфамилија  Douvillé, 1904
    - натфамилија  , 1822

  - подред  , 1997
  - инфраред  , 1975
    - натфамилија  , 1809
    - натфамилија  , 1822
    - натфамилија  Blainville, 1818 (раније )
    - натфамилија  Fretter & Patil, 1958
    - натфамилија  , 1815 
    - натфамилија  , 1864
    - натфамилија  , 1990
    - натфамилија  (Children), 1834
    - натфамилија  Forbes, 1838
    - натфамилија  , 1847
    - натфамилија  , 1815
    - натфамилија  Suter, 1913
    - натфамилија  Troschel, 1863
    - натфамилија  , 1840
    - натфамилија  , 1840
    - натфамилија  , 1815 
    - натфамилија  Troschel, 1852

  - инфраред  , 1853
    - натфамилија  , 1853
    - натфамилија  Lamarck, 1812
    - натфамилија  , 1847

  - инфраред  Thiele, 1929
    - натфамилија 
    - натфамилија  , 1851
    - натфамилија  , 1815
    - натфамилија  , 1815

надред  , 1840
- ред  , 1885
  -     - натфамилија  , 1840
    - натфамилија  , 1873 (изумрли)
    - натфамилија  G.O. Sars, 1878
    - натфамилија  , 1840
    - натфамилија  , 1850
    - натфамилија  , 1840
- ред  Milne-Edwards, 1848
  - подред  , 1883
    - натфамилија  D'Orbigny, 1835
    - натфамилија  Lamarck, 1801
    - натфамилија  , 1931 (треба подвести под Sacoglossa)
    - натфамилија  Odhner, 1914
    - натфамилија  , 1895
    - натфамилија  , 1850
    - натфамилија  , 1853

  - подред  , 1876
    - натфамилија  H. & A. Adams, 1854

  - подред  , 1883
    - натфамилија  , 1893
    - натфамилија  , 1809

  - подред  , 1883
    - натфамилија  , 1847
    - натфамилија  , 1822

  - подред  , 1824
    - инфраред 
      - натфамилија 
      - натфамилија 

    - инфраред 
      - натфамилија 
      - натфамилија 

  - подред  , 1824
    - фамилија  , 1815
    - фамилија  , 1873
    - фамилија  Pruvot-Fol, 1942
    - фамилија  Pruvot-Fol, 1922
    - фамилија  Pelseneer, 1886
    - фамилија  Latreille, 1825
    - фамилија  Kwietniewski, 1910

- - подред  , 1814
  - инфраред  Férussac, 1819
    - натфамилија  , 1815
    - натфамилија  , 1900
    - натфамилија  , 1845
    - натфамилија  , 1845

  - инфраред  Willan & Morton, 1984
    - натфамилија  , 1845
    - натфамилија  , 1814
    - натфамилија  Odhner in Franc, 1968
    - натфамилија  J.E. Gray, 1827
- ред Pulmonata , 1814
  - подред  Pilsbry, 1948
    - натфамилија  , 1815
    - натфамилија  , 1855
    - натфамилија  , 1889

  - подред  Keferstein in Bronn, 1864 
    - натфамилија  , 1931
    - натфамилија  , 1840
    - натфамилија  , 1855
    - натфамилија  , 1986
    - натфамилија  , 1815
    - натфамилија  , 1815
    - натфамилија  , 1840

  - подред  , 1990
  - инфраред  , 1885 (раније )
    - натфамилија  , 1851

  - инфраред  , 1975
    - натфамилија  Zilch, 1959

  - инфраред  A. Schmidt, 1856
  - подинфраред 
    - натфамилија  , 1873
    - натфамилија  , 1900
    - натфамилија  , 1900
    - натфамилија  Turton, 1831

  - подинфраред 
    - натфамилија  , 1895
    - натфамилија  , 1840
    - натфамилија  , 1960
    - натфамилија  , 1840
    - натфамилија  Clessin, 1879
    - натфамилија  , 1895
    - натфамилија  , 1864
    - натфамилија  Gude & Woodward, 1921
    - натфамилија  Tryon, 1866
    - натфамилија  , 1815
    - натфамилија  Bourguignat, 1877
    - натфамилија  , 1815
    - натфамилија  , 1855
    - натфамилија  Albers-Martens, 1860
    - натфамилија  , 1900
    - натфамилија  Pilsbry, 1894
    - натфамилија  , 1864
    - натфамилија  , 1893
    - натфамилија  , 1895
    - натфамилија  , 1931
    - натфамилија  J.E. Gray, 1806
    - натфамилија  Thiele, 1926
    - натфамилија  , 1882
    - натфамилија  , 1864
    -  ? натфамилија  , 1883 (= )
    -  ? натфамилија  Beck, 1837 (= )